# Tim Burton
 Der er for få eller ingen kildehenvisninger i denne artikel, hvilket er et problem. Du kan hjælpe ved at angive troværdige kilder til de påstande, som fremføres i artiklen.

Timothy Walter Burton (født 25. august 1958 i Burbank, Californien, USA) er en amerikansk filminstruktør, kunstner, forfatter og filmproducer. Tim er mest kendt for sine gotiske og fantasy-horror film så som Beetlejuice (1988), Edward Scissorhands (1990), The Nightmare Before Christmas (1993), Corpse Bride (2005), Dark Shadows (2012), og Frankenweenie (2012). Han har også instrueret to superhelte-film, Batman (1989) og Batman Returns (1992). Hans musikal-film Charlie og chokoladefabrikken (2005), og Sweeney Todd (2007). Hans science fiction-filmen Planet of the Apes (2001), og hans to fantasy-film Alice i Eventyrland (2010) og Miss Peregrine's Home for Peculiar Children (2016). Tim har ofte samarbejdet med skuespiller, Johnny Depp, og musiker Danny Elfman, og hans tidligere partner, Helena Bonham Carter. Han bor i dag i Ojai, Californien og New York.

## Karriere
Han har tegnet hele sit liv, og det var også det, han fik fritiden til at gå med i sin ungdom: At tegne, læse digte af Edgar Allan Poe og se gamle gyserfilm. I 1980 vandt han et stipendium hos Disney og gik i lære som animator i deres studie. I 80'erne skete der ikke det store for Disney, så de lod Tim lave noget selv ud fra sine egne idéer. Det førte til tre novellefilm: Vincent, som handlede om en dreng, der troede han var Vincent Price. Hans og Grete og Frankenweenie, som handlede om en hund, der efter at være blevet kørt ned vender tilbage fra de døde. Disney mente, at "Frankenweenie" var alt for mørk og uhyggelig til børn og Tim Burton blev fyret.[kilde mangler]
Filminstruktør Paul Reubens mente, at Tim Burton ville være den helt rigtige til at instruere Pee-Wee's Big Adventure, som var en familiefilm. Filmens overraskende succes i 1985 gav Burton mulighed for at instruere Beetlejuice i 1988.
Men Tim fik først sit endelige gennembrud med filmen Batman et år senere, hvor hans gotiske stil for første gang virkelig skinner igennem. Den har ikke ændret sig siden – næsten alle hans film har noget mørkt over sig, og det, blandet med det groteske, der også er typisk for Burton, giver et fantastisk resultat, fx i Edward Scissorhands og Sleepy Hollow.
Tim Burton's nære ven Danny Elfman har komponeret al musikken til alle hans film med undtagelse af Ed Wood, Sweeney Todd, og Miss Peregrine's Home for Peculiar Children.

## Privat
Han blev i 1989 gift med Lena Gieseke, men de blev skilt 2 år senere. Nu er han og Helena Bonham Carter forlovet, og i 2003 fik de en søn.[kilde mangler]

## Filmografi
| År   | Film                                        | Instruktør | Producer | Forfatter | Animator | Andet og noter            |
| ---- | ------------------------------------------- | ---------- | -------- | --------- | -------- | ------------------------- |
| 1971 | The Island of Doctor Agor                   | √          |          | √         |          |                           |
| 1979 | Stalk of the Celery                         | √          | √        | √         | √        |                           |
| 1979 | Doctor of Doom                              | √          |          | √         |          |                           |
| 1981 | Mads og Mikkel                              |            |          |           | √        |                           |
| 1982 | Luau                                        | √          | √        | √         | √        |                           |
| 1982 | Hansel and Gretel                           | √          |          | √         |          |                           |
| 1982 | TRON                                        |            |          |           | √        |                           |
| 1982 | Vincent                                     | √          |          | √         |          | Produktions designer      |
| 1984 | Frankenweenie                               | √          |          | √         |          | Storyboard                |
| 1985 | Taran og den magiske gryde                  |            |          |           |          | Concept design            |
| 1985 | Pee-wee's Big Adventure                     | √          |          |           |          |                           |
| 1988 | Beetlejuice                                 | √          |          | √         |          |                           |
| 1989 | Batman                                      | √          |          |           |          |                           |
| 1990 | Edward Saksehånd                            | √          | √        | √         |          |                           |
| 1992 | Batman Returns                              | √          | √        |           |          |                           |
| 1993 | The Nightmare Before Christmas              |            | √        | √         |          | Instrutør af Henry Selick |
| 1994 | Cabin Boy                                   |            | √        |           |          |                           |
| 1994 | Ed Wood                                     | √          | √        |           |          |                           |
| 1995 | Batman Forever                              |            | √        |           |          |                           |
| 1996 | Jimmy og den store fersken                  |            | √        |           |          |                           |
| 1996 | Mars Attacks!                               | √          | √        |           |          |                           |
| 1999 | Sleepy Hollow                               | √          |          |           |          |                           |
| 2001 | Abernes planet                              | √          |          |           |          |                           |
| 2003 | Big Fish                                    | √          |          |           |          |                           |
| 2005 | Charlie og chokoladefabrikken               | √          |          |           |          |                           |
| 2005 | Corpse Bride                                | √          | √        | √         |          |                           |
| 2007 | Sicko                                       |            |          |           |          | Special tak               |
| 2007 | Sweeney Todd                                | √          |          |           |          |                           |
| 2009 | 9                                           |            | √        |           |          |                           |
| 2010 | Alice i Eventyrland                         | √          |          |           |          |                           |
| 2011 | Abraham Lincoln: Vampire Hunter             |            | √        |           |          |                           |
| 2012 | Dark Shadows                                | √          |          |           |          |                           |
| 2012 | Frankenweenie                               | √          | √        | √         |          |                           |
| 2014 | Big Eyes                                    | √          |          |           |          |                           |
| 2016 | Miss Peregrine's Home For Peculiar Children | √          |          |           |          |                           |
| 2019 | Dumbo                                       | √          | √        |           |          |                           |